# دوكة (مدينة)
دوكة بلدة تقع في ولاية القضارف بالسودان على ارتفاع 683 متر فوق سطح البحر على الطريق القاري الذي يربط السودان بإثيوبيا، وعلى بعد 417 كيلومتر (259 ميل) من الخرطوم عاصمة السودان، و591 كيلومتر من العاصمة الإثيوبية اديس ابابا. وتعتبر دوكة مركزا زراعياً مهماً بولاية القضارف لوقوعها في حزام المشاريع الزراعية الكبرى المعتمدة على الأمطار وهي أيضاً محطة رئيسية في المنطقة المجاورة للحدود بين السودان وإثيوبيا.

## سبب التسمية
الدُوكَةْ هو إناء فخاري مستدير الشكل مسطح يستخدم في صنع رقائق الخبز التقليدي في السودان والمعروف بالكسرة. ويوضع الإناء فوق قاعدة من الحجارة تسمى «لَدَايَة» وهي اشبه بالأثافي (الأحجار التي توضع عليها القدر لتشكل موقداً وعادة ما يكون عددها ثلاثة)، وسميت البلدة بهذا الاسم مجازاً لوقوعها في سهل تحيط به كتل من أربعة تلال حجرية تجعلها أشبه بالدوكة.

## التاريخ
تأسست دوكة إبّان حروب المهدية مع الحبشة على يد النازحين الذين قدموا من القلابات. وتوسعت بعد أن أصبحت محطة مهمة في الطريق بين القضارف والقلابات. وقد مر بها عدد من قادة المهدية وهم في طريقهم إلى جبهات القتال في القلابات من بينهم الأمير حمدان أبو عنجة الذي أقام فيها. وهناك عدد من الأسر والعائلات بالبلدة اليوم تربط نسبها وقرابتها بالأمير أبو عنجة.

## الإدارة
دوكة، محلية من محليات السودان تابعة لولاية القضارف وهي عاصمة محلية القلابات الشرقية وأكبر بلداتها وقراها، تأسست في يونيو / حزيران 2010 م وتنقسم إلى وحدتين إداريتين هما:
1. وحدة دوكة الإدارية
2. وحدة العطبراوي الإدارية

## الموقع الجغرافي والطوبغرافيا
تقع دوكة بين خطي عرض (12.30 - 13.45) شمالاً وخطي طول (45.30 - 35.15) شرقاً وتحدها شمالاً محليتي القُرّيشة والقلابات الغربية وجنوباً محلية باسُنْدَة وغرباً محلية القلابات الغربية وشرقاً محلية الفَشَقَة. وتبلغ مساحة المحلية التي تشمل دوكة وقراها حوالي 7675 كيلو متر مربع (4769,023 ميل مربع) 

## السكان
نسبة لوقوعها الجغرافي القريب من الحدود السودانية الإثيوبية وطبيعة ارضها الزراعية استقطبت دوكة اعداد كبيرة من مختلف الجماعات القبيلية والاثتيات في السودان وإثيوبيا ومن بلدان وسط أفريقيا وغربها ويبلغ عدد سكان المحلية حوالي 111,334 نسمة، منهم 19,821 شخص يقطنون في دوكة وبذلك يصبح ترتيبها في السودان من حيث السكان البلدة رقم 68. ويبلغ عدداحياء المحلية وقراها 43 قرية ومنطقة حضرية أكبرها دوكة ثم قرية قريب.

## الرعاية الصحية
- مستشفى دوكة الغربي

## المناخ
نقع البلدة في مناخ السافنا المطير في فصل الصيف حيث يصل هطول الأمطار ذروته في شهر اغسطس / آب ليسجل 108 مليمتر 
| البيانات المناخية لـدوكة     | البيانات المناخية لـدوكة | البيانات المناخية لـدوكة | البيانات المناخية لـدوكة | البيانات المناخية لـدوكة | البيانات المناخية لـدوكة | البيانات المناخية لـدوكة | البيانات المناخية لـدوكة | البيانات المناخية لـدوكة | البيانات المناخية لـدوكة | البيانات المناخية لـدوكة | البيانات المناخية لـدوكة | البيانات المناخية لـدوكة | البيانات المناخية لـدوكة |
| الشهر                        | يناير                    | فبراير                   | مارس                     | أبريل                    | مايو                     | يونيو                    | يوليو                    | أغسطس                    | سبتمبر                   | أكتوبر                   | نوفمبر                   | ديسمبر                   | المعدل السنوي            |
| ---------------------------- | ------------------------ | ------------------------ | ------------------------ | ------------------------ | ------------------------ | ------------------------ | ------------------------ | ------------------------ | ------------------------ | ------------------------ | ------------------------ | ------------------------ | ------------------------ |
| متوسط درجة الحرارة الكبرى °ف | 79                       | 66                       | 82                       | 81                       | 75                       | 77                       | 77                       | 79                       | 84                       | 81                       | 81                       | 81                       | 79                       |
| متوسط درجة الحرارة الصغرى °ف | 55                       | 55                       | 61                       | 63                       | 63                       | 59                       | 61                       | 59                       | 61                       | 59                       | 66                       | 64                       | 61                       |
| الهطول إنش                   | 0                        | —                        | 0                        | 0.0                      | 0.2                      | —                        | 3.0                      | 4.3                      | 2.2                      | —                        | 0                        | —                        | —                        |
| متوسط درجة الحرارة الكبرى °م | 26                       | 19                       | 28                       | 27                       | 24                       | 25                       | 25                       | 26                       | 29                       | 27                       | 27                       | 27                       | 26                       |
| متوسط درجة الحرارة الصغرى °م | 13                       | 13                       | 16                       | 17                       | 17                       | 15                       | 16                       | 15                       | 16                       | 15                       | 19                       | 18                       | 16                       |
| الهطول مم                    | 0                        | —                        | 0                        | 1                        | 4                        | —                        | 75                       | 108                      | 57                       | —                        | 0                        | —                        | —                        |
| المصدر: worldweatheronline   |                          |                          |                          |                          |                          |                          |                          |                          |                          |                          |                          |                          |                          |

## النشاط الاقتصادي
يتركز النشاط الاقتصادي في دوكة على ثلاث قطاعات هي الزراعة المطرية بشقيها التقليدي والآلي، ورعي الماشية، خاصة الأبقار والضأن، ثم التجارة المعتمدة على المحاصيل والإنتاج الحيواني والسلع المتبادلة عبر الحدود.
أهم المحاصيل هي:
- الذرة بانواعها المختلفة
- السمسم
- زهرة الشمس

## النقل والاتصالات
يشكل الطريق القاري الذي يربط السودان بدول مجموعة الكوميسا الاقتصادية الإفريقية أهم معلم في شبكة الطرق التي تمر عبر البلدة. ويبدأ من القضارف على بعد 60 كيلومتر (37.28 ميل) من دوكة ليمر عبر دوكة متجها إلى القلابات ثم المتمة الإثيوبية ليتصل بشبكة الطرق الإثيوبية ومنها الطريق إلى غوندار الواقعة على بعد 230 كيلو متر (142.91 ميل) من دوكة أو أديس أبابا على بعد 591.85 كيلومتر (3677.77 ميل)، وهو بذلك يربط مئآت التجمعات السكانية على جانبي الحدود والمتناثرة في مناطق الإنتاج الزراعي بولاية القضارف في السودان واقليم الأمهرا الإثيوبي. ويستخدم السياح القادمين من أوروبا عبر مصر في اتجاه شرق أفريقيا أو جنوبها هذا الطريق البالغ طوله من القاهرة وحتى دوكة 1897 كيلومتر بالتقريب (1179 ميل) وتستغرق الرحلة فيه حوالي 38 ساعة بسرعة 50 كيلو متر (31 ميل تقريباً) في الساعة دون توقف.